# JR Kyushu série 783
La série 783 (783系, 783-kei) est un type de rame automotrice exploitée par la compagnie JR Kyushu sur les services express dans l'île de Kyūshū.

## Description
La série comprend 20 exemplaires de 4 ou 5 voitures en acier inoxydable fabriquées par Hitachi, Kinki Sharyo et JR Kyushu. A l'origine les rames étaient composées de 3 à 9 voitures.

## Histoire
Les premières rames sont entrées en service le 13 mars 1988 sur les services Ariake qui reliaient alors Fukuoka à Ōmuta. Elles était appelées Hyper Saloon. La série remporté un Laurel Prize en 1989.

## Affectation
Les rames de la série 783 sont actuellement affectées aux services Relay Kamome, Midori et Huis Ten Bosch sur les lignes Kagoshima, Nagasaki, Sasebo et Ōmura.

## Galerie photos

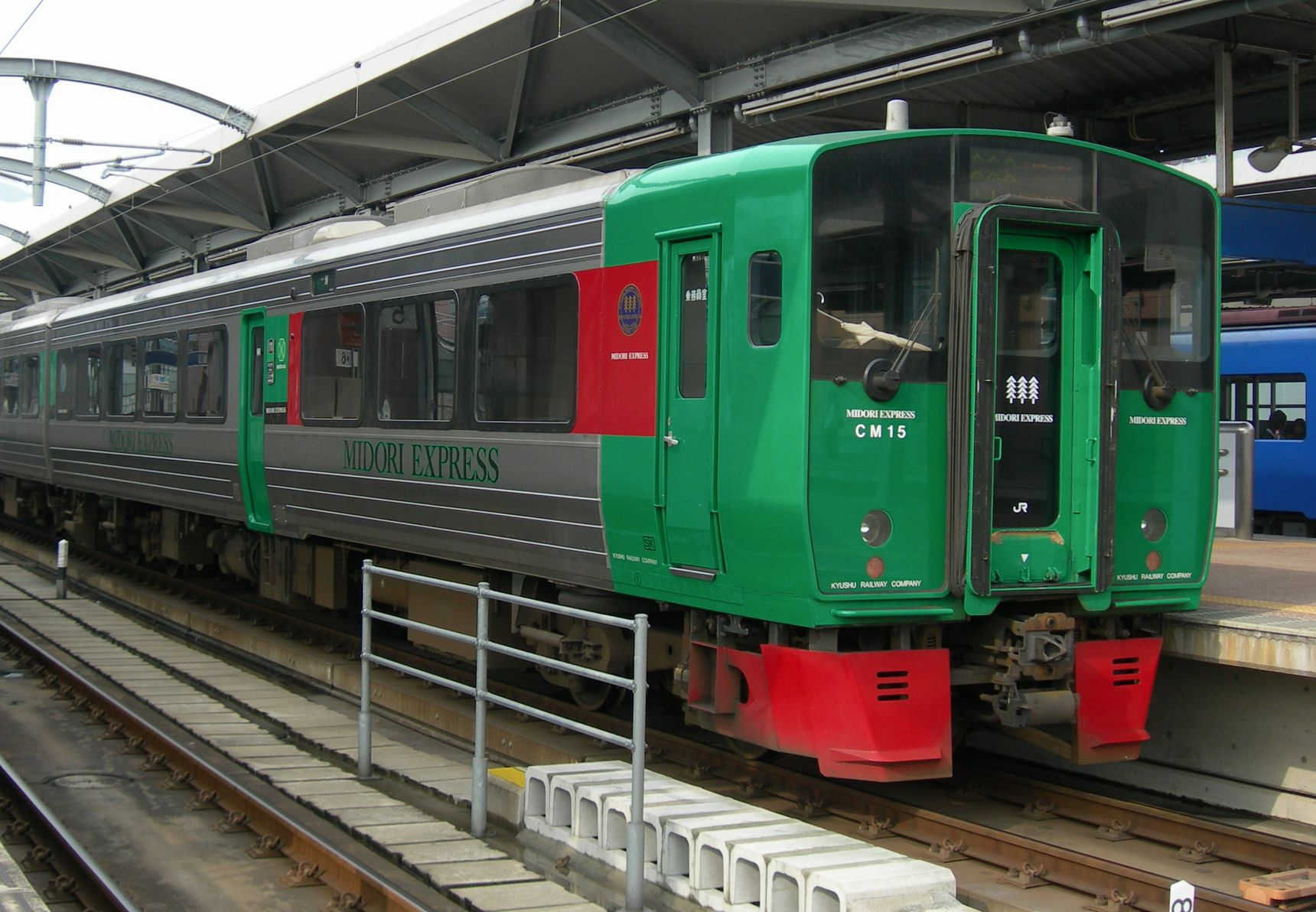
Face avant plate pour le couplage de deux rames.
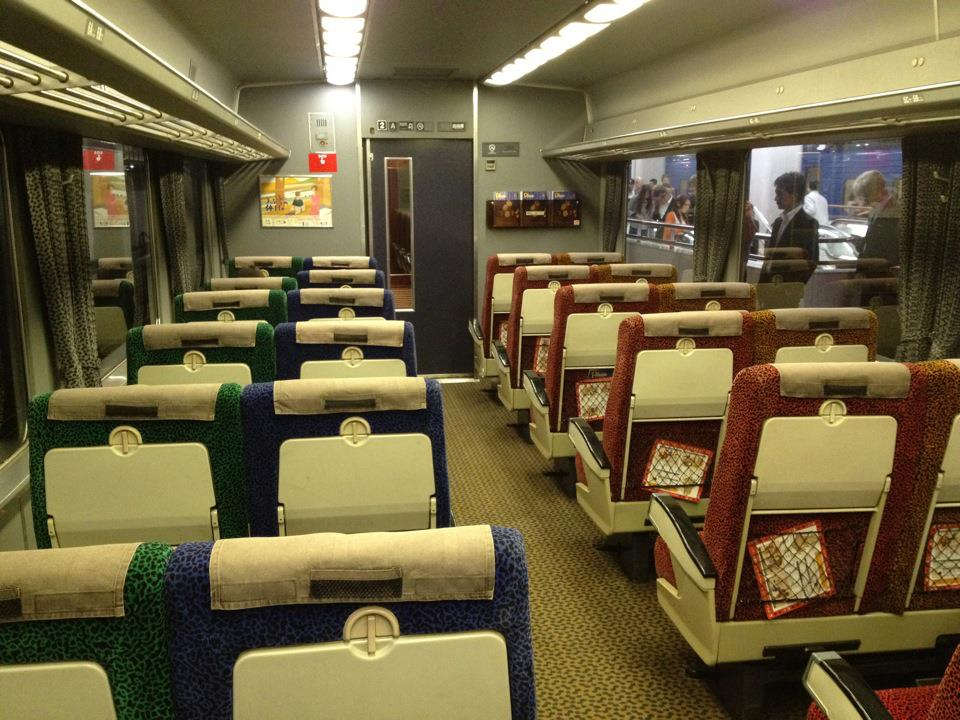
Intérieur d'une voiture de classe standard.
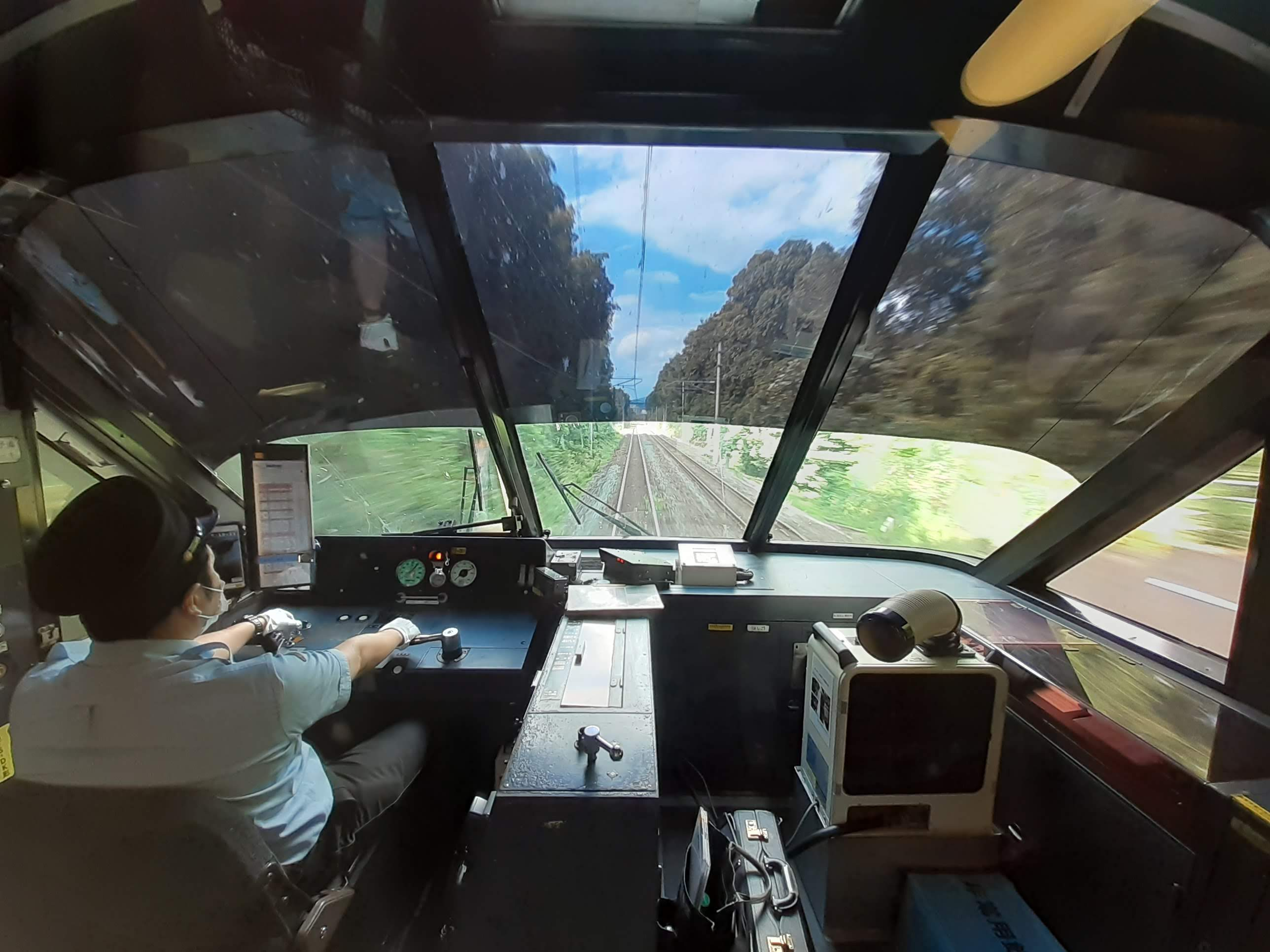
Cabine de conduite.